# Дипстеп (Џорџија)
Дипстеп (Џорџија) (енгл. Deepstep) град је у америчкој савезној држави Џорџија. По попису становништва из 2010. у њему је живело 131 становника.

## Демографија
Према попису становништва из 2010. у граду је живело 131 становника, што је 1 (0,8%) становника мање него 2000. године.
| Група             | 2000.        | 2010.       |
| Белци             | 132 (100,0%) | 130 (99,2%) |
| Афроамериканци    | 0 (0,0%)     | 0 (0,0%)    |
| Азијати           | 0 (0,0%)     | 1 (0,8%)    |
| Хиспаноамериканци | 0 (0,0%)     | 0 (0,0%)    |
| Укупно            | 132          | 131         |